# Abraão Lincoln Martins
Abraão Lincoln Martins (sinh ngày 14 tháng 6 năm 1983) là một cầu thủ bóng đá người Brasil.

## Sự nghiệp câu lạc bộ
Abraão Lincoln Martins đã từng chơi cho Avispa Fukuoka, Shonan Bellmare và Thespa Kusatsu.